# Verdești
Verdești falu Romániában, Erdélyben, Fehér megyében.

## Fekvése
Felsővidra közelében, Târsa mellett fekvő település.

## Története
Verdeşti korábban Târsa része volt, 1956 körül vált külön 143 lakossal.
1966-ban 123, 1977-ben 110, 1992-ben 100, 2002-ben 62 román lakosa volt.